# Acanthosicyos horridus
Acanthosicyos horridus Welw. ex Hook.f., 1867 è una pianta perenne dioica della famiglia delle Cucurbitaceae, l'unica di questa famiglia ad essersi adattata a vivere nell'estremo clima arido del deserto del Namib, originaria di Angola, Namibia e Sudafrica. È l'unica specie appartenente al genere Acanthosicyos Welw. ex Benth. & Hook.f.

## Descrizione
La pianta Xerofita mostra un portamento cespuglioso volubile ricoprente il suolo, si è adattata con successo a sopportare lunghi periodi senza pioggia, ed a sfruttare le nebbie notturne, sopravvive in un clima estremamente arido e desertico. La pianta non è succulenta, ma mostra netti adattamenti di tipo xerofitico: le foglie sono ridotte a spine che respingono gli assalitori erbivori, la fotosintesi è ottenuta dal fusto, dalle spine ed anche dai sepali ed esterno dei petali dei fiori maschili e femminili, che sono verdi.
La pianta è associato alla micorriza VA al fine di massimizzare il recupero di sostanze nutritive sparse nel suolo desertico.
A. horridus è una pianta, intorno al quale si è sviluppato un micro-ecosistema molto particolare, altamente specializzato, che associa insetti come cimici (Heteroptera) e coleotteri (Tenebrionidae), oltre a piccoli mammiferi e
rettili che utilizzano la pianta come riparo, difesa o fonte di nutrienti.
La fioritura delle piante maschili (in funzione anche fotosintetica) dura tutto l'anno, quella femminile è invernale.
I frutti sono commestibili e molto nutrienti, sia la polpa che i semi (dai quali è tratto un olio molto pregiato, ad uso alimentare e cosmetico), e sono fonte importante di cibo per i nativi Khoisan. La coltivazione a modesto uso commerciale è stata estesa nel Sud Est del Sudafrica.

## Distribuzione e habitat
La pianta A. horridus, chiamata dalla popolazione Nama !nara (! è il simbolo di un particolare suono nel linguaggio nama), è una specie endemica del deserto del Namib.
Il Namib è considerato il più antico deserto del mondo con più di 80 milioni di anni di ininterrotto clima da semiarido a "iper-arido" e precipitazioni medie al di sotto dei 100 millimetri all'anno.
In questo clima estremo, una singola pianta di A. horridus può vivere per più di cento anni, arrivando a ricoprire a cuscino un'area di 300 metri quadrati (alcuni esemplari sono però ramificati al suolo su una area di oltre 1000 metri quadrati). I ritrovamenti fossili indicano che A. horridus è presente da 40 milioni di anni, sempre negli stessi luoghi che evidentemente sono rimasti sostanzialmente invariati nel tempo.
La sua distribuzione è limitata alla stretta striscia di sabbie costiere del deserto del Namib, di circa 40–60 km di larghezza, che si estende da alcuni punti sud del fiume Orange, nel Sudafrica, e prosegue lungo i 1.000 chilometri della costa della Namibia per arrivare fino a nord del Cunene in Angola, per una superficie totale di circa 60.000 km².
La distribuzione dei !nara all'interno di questa zona è limitata alle rive dei fiumi effimeri e alle aree sabbiose ma prive di dune mobili, dove la presenza di umidità superficiale è sufficiente, o dove le falde acquifere profonde possono essere raggiunte dalla pianta grazie al suo sistema radicale esteso: alcune radici misurano fino a 40 centimetri di diametro e crescono per 30 metri in profondità, raggiungendo le acque sotterranee.
La popolazione in natura di A. horridus è stimata tra le alcune centinaia a poche migliaia di esemplari. Negli ultimi anni, si è registrata una costante diminuzione sia nel numero che nelle dimensioni dei suoi frutti.
Il più vicino parente di questa pianta è il solo altro membro del genere Acanthosicyos, Acanthosicyos naudinianus.

## Galleria d'immagini

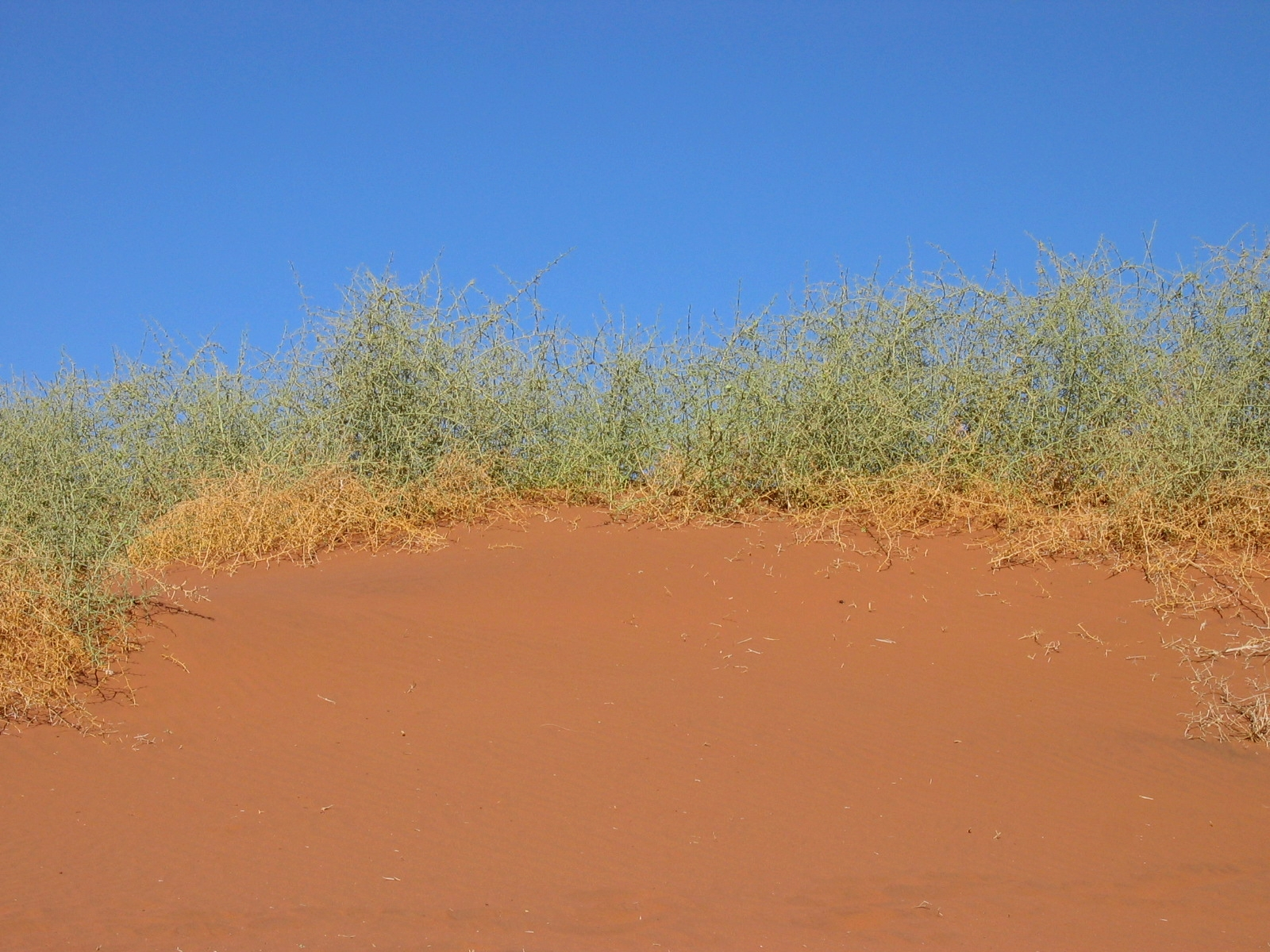
Piante di Acanthosicyos horridus su una duna.
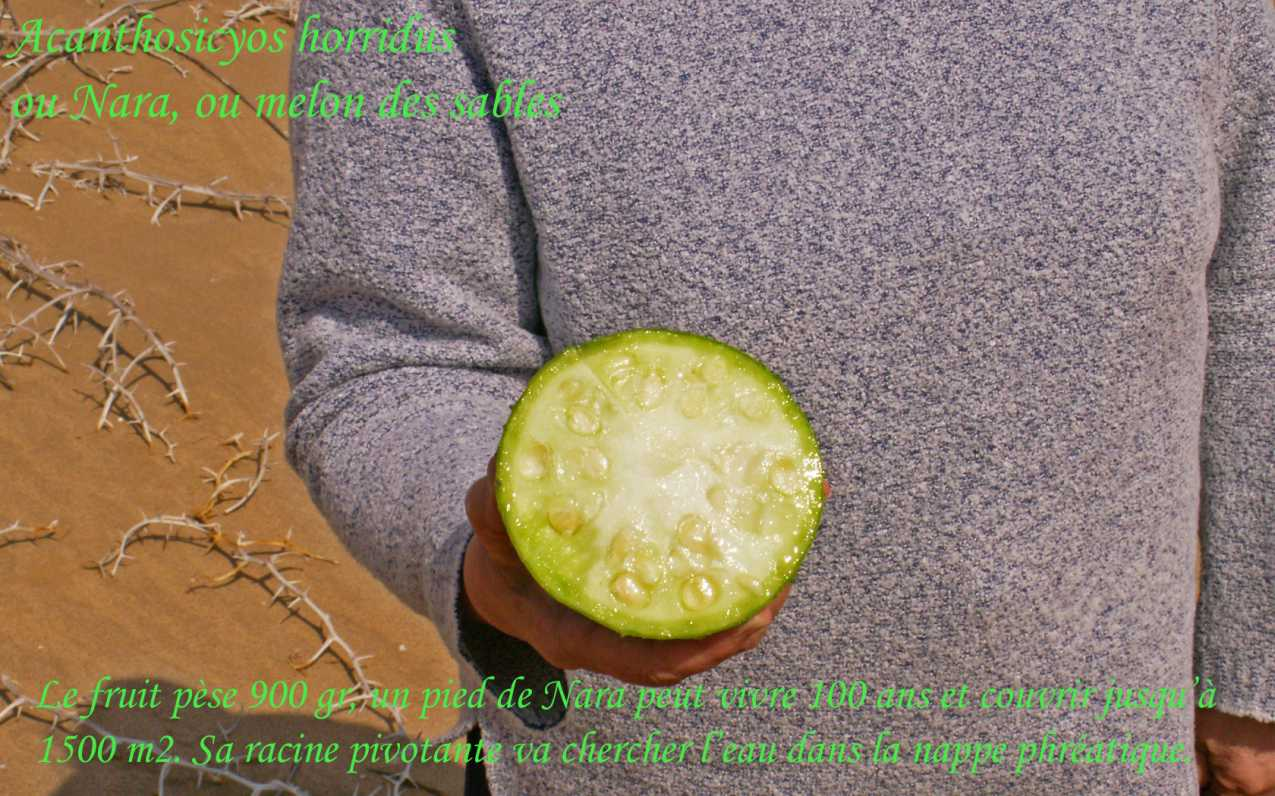
Il frutto appena raccolto.
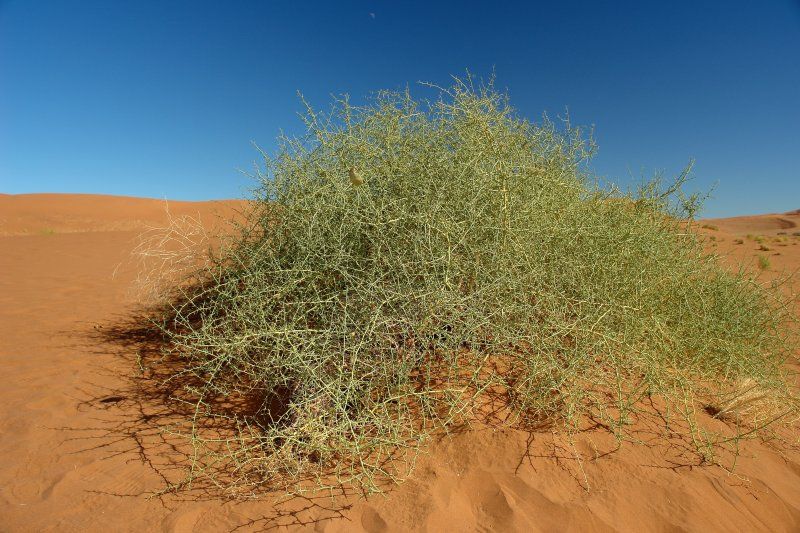
Una pianta su una duna.
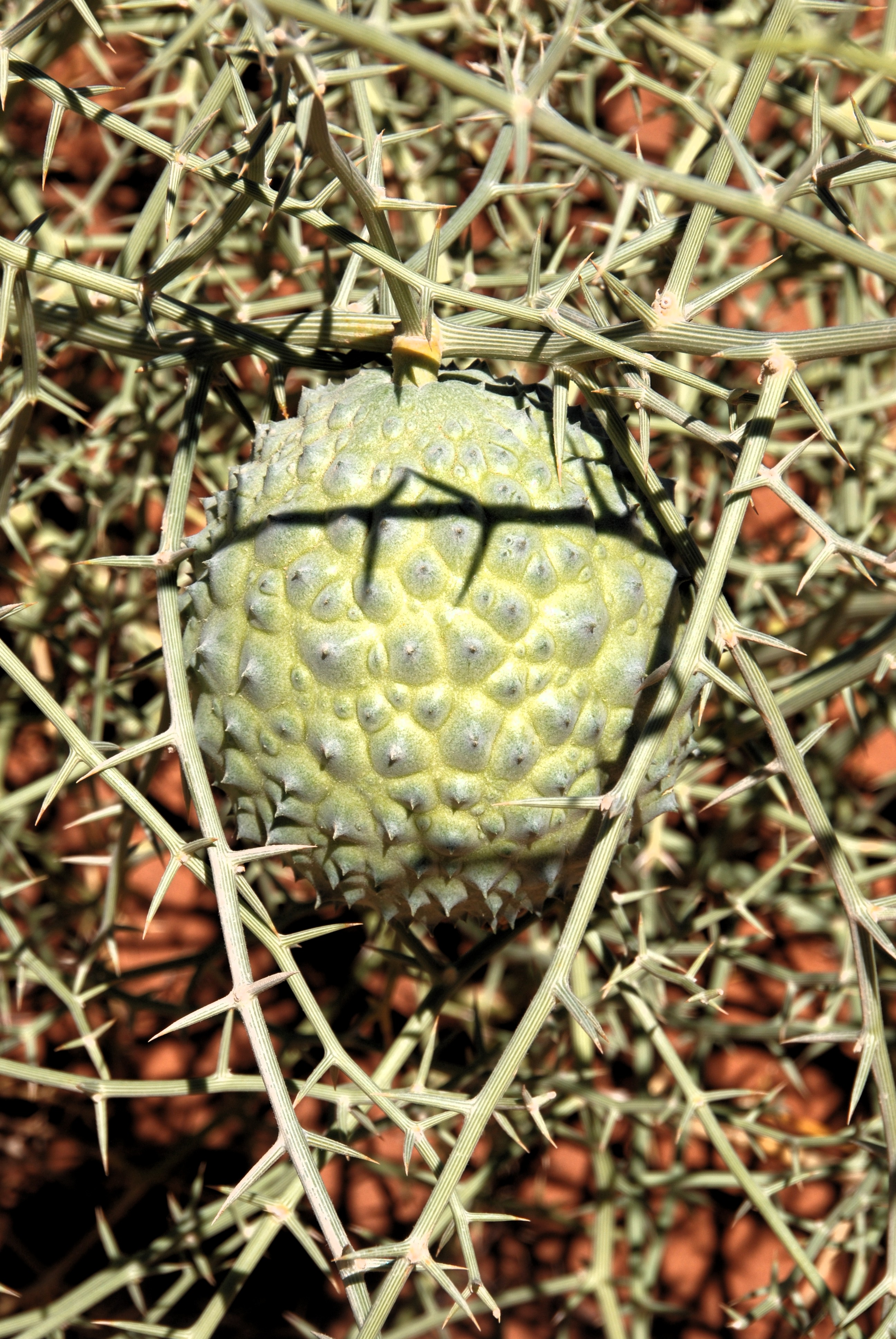
Frutto di Acanthosicyos horridus a Sossusvlei in Namibia